# Paolino
Paolino – złoty dukat włoski bity w 1535 r. przez papieża Pawła III, przedstawiający postać św. Pawła.